# Friedrich Thoma
Pour les articles homonymes, voir Thoma.
Friedrich Thoma (né le 28 avril 1873 à Göggingen et mort après 1934) est un avocat et député du Reichstag.

## Biographie
Thoma étudie au lycée humaniste Saint-Étienne (de) à Augsbourg, étudie le droit et l'économie aux universités de Munich, Erlangen et Heidelberg. En 1898, il réussit l'examen universitaire, en 1901, il obtient son doctorat, En 1902, il réussit l'examen de l'État (examen d'assesseur), puis devient avocat à Augsbourg. Il est bénévole pendant un an dans le 3e régiment d'infanterie (de) (garnison à Augsbourg) et est alors premier lieutenant de l'infanterie de la Landwehr I. De 1901 à 1906, il est professeur adjoint de législation sociale et de droit de la police au département mécanique et technique de l'ancienne école industrielle royale d'Augsbourg. Entre 1894 et 1906, il est actif dans le mouvement sténographique (adepte de la sténo-tachygraphie), éditeur du Süddeutsche Blätter pour la sténo-tachygraphie et auteur d'un guide d'apprentissage sur la sténotachygraphie. Politiquement et en tant que journaliste, il est actif depuis 1900. Il reçoit la médaille du jubilé bavarois et la médaille de service de la Landwehr de 2e classe. De 1907 à 1918, il est membre de la chambre des députés de Bavière (de) et de mars 1911 à 1918, il est député du Reichstag pour la 6e circonscription de Souabe (Immenstadt, Sonthofen (de), Kempten (de), Lindau) avec le Parti national-libéral
En 1919, il déménage à Charlottenbourg. En 1925, il est membre du conseil de surveillance d'Actien-Gesellschaft Weser.